# Lee Hyung-kun
Lee Hyung-kun (이형근?; Contea di Gangjin, 7 dicembre 1964 – Seul, 4 settembre 2022) è stato un sollevatore sudcoreano medagliato olimpico che ha gareggiato nelle categorie dei pesi massimi leggeri (fino a 82,5 kg.) e dei pesi medio-massimi (fino a 90 kg.).

## Biografia
Lee Hyung-kun partecipò alle Olimpiadi di Seul 1988 e da atleta di casa riuscì a conquistare la medaglia di bronzo nella categoria dei pesi massimi leggeri con 367,5 kg. nel totale, alle spalle del sovietico Israil Arsamakov (377,5 kg.) e dell'ungherese István Messzi (370 kg.).
Dopo essere passato alla categoria superiore dei pesi medio-massimi, Lee Hyung-kun vinse la medaglia d'argento ai Giochi Asiatici di Pechino 1990.
Morì nel 2022 a causa di un arresto cardiaco.